# Лезиб
Лёзиб — деревня в Верхнекамском районе Кировской области России. Входит в состав Лойнского сельского поселения. Код ОКАТО — 33207828010.

## География
Деревня находится на северо-востоке Кировской области, в северной части Верхнекамского района, к западу от реки Гудысь. Абсолютная высота — 204 метра над уровнем моря.
Расстояние до районного центра (города Кирс) — 68 км.

## Население
По данным Всероссийской переписи, в 2010 году численность населения деревни составляла 3 человека (2 мужчины и 1 женщина).